# Eesti Hoiupank
La Eesti Hoiupank (signifiant Banque d'épargne d'Estonie) est une grande banque estonienne qui a fonctionné de 1992 à 1998 en Estonie. 
Elle a été la troisième plus grande banque du pays.
La Hoiupank est absorbée par la Hansapank en 1998.